# Carlos del Pozo y Sucre
Carlos del Pozo y Sucre (1743, Calabozo; actual Estado Guárico-1814, Camaguán; actual Estado Guárico) fue un científico e inventor autodidacta venezolano.

## Biografía
Hijo de José del Pozo y Honesto y de María Isabel de Sucre. Decidido partidario de la Corona Española, su vida pública gira en torno a este sentir. Participa en la Provincia de Trujillo (actual Estado Trujillo) contra el Movimiento de los Comuneros, o Insurrección de los Comuneros en 1781 en el ejercicio de su cargo de visitador del Estanco del Tabaco en esa ciudad. Se retira luego a Calabozo, donde desarrolla su habilidad mecánica y su afición por la física para producir electricidad.
En 1803, el Real Consulado de Caracas lo propone como Director de Obras Públicas, pero es rechazado por el entonces gobernador Manuel de Guevara Vasconcelos, pues este cargo debía ser desempeñado por un Ingeniero según las Ordenanzas de la Ciudad; sin embargo, es capaz de llevar a cabo el deslinde de las tierras de Calabozo (1804) y el Ayuntamiento de Caracas le propone por sus «notorios conocimientos» que sea él quien acometa la colocación del techo del Coliseo de Caracas (1805).
Participó en la campaña de vacunación contra la viruela a raíz de la visita a Venezuela de Francisco Javier Balmis (1804). En un informe del médico José Domingo Díaz a la Junta Central de la Vacuna, en 1805, se hace referencia a la utilidad de los descubrimientos de Carlos del Pozo. En 1810 renuncia a la tenencia de Camaguán (Estado Guárico) como demostración de su lealtad a la Corona. El 3 de noviembre de 1812, a causa de su mal estado de salud, se dirige al Superintendente de Caracas, pidiendo restitución de sueldos. Se cree que murió en la localidad de Camaguán, hacia 1813. Sus pararrayos pudieron ser admirados aún en 1832 por el diplomático inglés Sir Robert Ker Porter. En 1870, según noticia publicada en el diario caraqueño El Federalista, del 4 de febrero, el licenciado Francisco Cobos Fuerte donó a la Biblioteca Nacional de Venezuela 5 cartas autógrafas de Carlos del Pozo dirigidas al doctor Alejandro Echezuría y fechadas en Calabozo en 1805 y 1806. Las mismas tratan sobre materias de física experimental.

## Inventor
Construye pararrayos que coloca en sitios estratégicos de Calabozo a fin de evitar los estragos de las tempestades atmosféricas. Igualmente sugirió el abrir una zanja o canal para desviar las aguas en época de lluvias. No era Ingeniero; sin embargo, por lecturas de autores científicos, lleva a cabo sus inventos y así Alexander von Humboldt, al visitar Calabozo en 1800, se asombra de encontrar baterías, electrómetros, electróforos, etc., hechos por Carlos del Pozo, quien no conocía otros instrumentos que los suyos y no tenía a nadie a quien consultar. Así lo cita Humboldt:

Encontramos en Calabozo, en el corazón de los llanos, una máquina eléctrica de grandes discos, electróforos, baterías, electrómeros, un material casi tan completo como el que poseen nuestros físicos en Europa. No habían sido comprados en los Estados Unidos todos estos objetos; eran la obra de un hombre que nunca había visto instrumento alguno, que a nadie podía consultar, que no conocía los fenómenos de la electricidad más que por la lectura del Tratado de Sigaud de Lafond (Joseph Aignan Sigaud de Lafond) y de las Memorias de Franklin (Benjamin Franklin). El Sr. Carlos del Pozo, que así se llamaba aquel estimable e ingenioso sujeto, había comenzado a hacer máquinas eléctricas de cilindro empleando grandes frascos de vidrio a los cuales había cortado el cuello. Desde algunos años tan sólo pudo procurarse, por vía de Filadelfia, platillos para construir una máquina de discos y obtener efectos más considerables de la electricidad. Fácil es suponer cuántas dificultades tuvo que vencer el Sr. Del Pozo desde que cayeron en sus manos las primeras obras sobre la electricidad, cuando resolvió animosamente procurarse, por su propia industria, todo lo que veía descrito en los libros. No había gozado hasta entonces sino del asombro y admiración que sus experiencias producían en personas carentes por completo de instrucción, que jamás se habían apartado de la soledad de los llanos. Nuestra mansión en Calabozo le hizo experimentar una satisfacción del todo nueva. Por supuesto que había de dar alguna importancia a los votos de dos viajeros que podían comparar sus aparatos con los que se construyen en Europa. Yo llevaba electrómeros de paja, de bolilla de saúco, y de hojas de oro laminado, y asimismo una botellita de Leyden que podía cargarse por frotamiento, según el método de Ingenhouss, la cual me servía para experiencias fisiológicas. No pudo el Sr. Del Pozo contener su alegría al ver por primera vez instrumentos no hechos por él y que parecían copia de los suyos. Le mostramos también el efecto de metales heterogéneos sobre los nervios de las ranas. Los nombres de Galvani y Volta no habían resonado en aquellas vastas soledades.
Alexander von Humboldt, Viaje a las Regiones Equinocciales del Nuevo Continente.